# Flughafen Clermont-Ferrand Auvergne

i7
i11
i13
Der Aéroport de Clermont-Ferrand Auvergne (IATA-Code: CFE, ICAO-Code: LFLC) ist ein Flughafen auf dem Gebiet der Kommune Aulnat rund zehn Kilometer östlich von Clermont-Ferrand im französischen Département Puy-de-Dôme. Der Flughafen hat von 05:00 – 21:15 Uhr geöffnet. Der Flughafen ist mit seinem 4.600 m² großen Terminal für eine Passagierkapazität von 4.000.000 ausgelegt. Die Passagierzahlen sind allerdings rückläufig. Die Größe des Frachtbereiches liegt bei 450 m² bei einer Frachtkapazität von 3.500 t.

## Geschichte
Die Fliegerei in Clermont-Ferrand begann 1908 zunächst auf einem Flugfeld namens Gravanches und der Flughafen am heutigen Standort wurde 1916 als Aérodrome d’Aulnat insbesondere als Werksflugplatz des Reifenherstellers Michelin eröffnet. Michelin baute während des Ersten Weltkriegs auch Flugzeuge, vorwiegend in Lizenz von Breguet. Damals entstand hier die weltweit erste befestigte Start- und Landebahn. Daneben wurden hier Bomberbesatzungen geschult.
Der militärische Schulbetrieb wurde 1925 fortgesetzt und die erste zivile Flugverbindung wurde 1929 errichtet, als Verbindung von Genf nach Bordeaux.
Mitte der 1930er begann eine stärkere militärische Mitnutzung des Flugplatzes Aulnat, die die Französischen Luftstreitkräfte als Base aérienne 745 (B.A. 745) bezeichnete. Aulnat wurde Basis einer Gruppe von Beobachtungsflugzeugen, der Groupe aérien d’Observation (GAO). Daneben eröffnete hier 1939 nach zweijähriger Bauzeit auch noch ein Wartungsbetrieb des Militärs, die Ateliers Industriels Aéronautiques (AIA). Mit Kriegsausbruch wurde der militärische Schulflugbetrieb Anfang September 1939 nach Vichy und die GAO in ihr Einsatzgebiet verlegt.
Nach dem Waffenstillstand von 1940 lag der Flugplatz zunächst im Territorium des Vichy-Regimes und wurde erst Ende 1942 von der Wehrmacht besetzt. Der Flugplatz wurde im Frühjahr 1943 durch die II. Gruppe des Schlachtgeschwaders 101 (II./SG 101) der deutschen Luftwaffe genutzt. Das Gruppe flog Ar 96, Fw 190 und Hs 129. Zwischen April 1943 und April 1944 befand sich hier dann die Flugzeugführerschule C 7, die im Oktober 1943 Flugzeugführerschule B 7 umbenannt wurde und eine Reihe verschiedener Flugzeugmuster in ihrem Bestand hatte. Der Flugplatz war im Mai/Juni 1944 mehrfach das Ziel alliierter Luftangriffe und wurde Ende August 1944 von den Deutschen geräumt.
Nach Kriegsende wurde der militärische Schulbetrieb durch die Armée de l’air wieder aufgenommen. Zwischen 1953 und 1958 flog man die North American T-6. Nach einer dreijährigen Unterbrechung begann Anfang 1962 der Schulbetrieb auf Fouga Magister, die 1970 durch die Mudry CAP 10 verstärkt wurden. Die mit der Schulung beauftragten Einheiten wurden immer wieder umgegliedert und -bezeichnet, zuletzt seit 1977 die Groupement Instruction 313. Die militärische B.A. 745 wurde 1985 geschlossen, das AIA blieb demgegenüber bestehen.
Im Jahr 1961 nahm Air Inter die Verbindung nach Paris auf und das heutige Terminal entstand 1973 und wurde 1992 erweitert. Das zivile Terminal wurde im Jahr 2000 um drei Satelliten erweitert.
Eigentümer des Flughafens sind seit 2008 mit 40 % die Region, 32 % der Gemeindeverband Clermont und 28 % das Département. Erster Betreiber war eine Konsortium von Vinci und Keolis. Vinci betreibt den Flughafen seit Januar 2015 allein, der Betreibervertrag läuft über 12 Jahre.

## Zwischenfälle
- Am 28. Dezember 1971 wurde in einer Vickers Viscount 708 der Air Inter (Luftfahrzeugkennzeichen F-BOEA) beim Start zu einem Trainingsflug vom Flughafen Clermont-Ferrand der Ausfall des Triebwerks Nummer 4 (rechts außen) simuliert. Es kam zum Kontrollverlust, die Maschine geriet von der Startbahn ab und wurde irreparabel beschädigt. Die beiden Piloten (einzige Insassen) überlebten den Unfall.[2]
- Am 27. Oktober 1972 kollidierte eine Vickers Viscount 724 der Air Inter (F-BMCH) auf dem Flug von Lyon-Bron nach Clermont-Ferrand mit dem Berg Pic du Picon, etwa 44 Kilometer östlich des Zielflughafens. Wahrscheinlich aufgrund von Fehlanzeigen im Radiokompass (ADF) infolge atmosphärisch bedingter elektrischer Entladungen war es zum Orientierungsverlust der Piloten und zum Flug in den Berg gekommen. Von den 68 Insassen wurden 60 getötet, lediglich 8 Passagiere überlebten.[3]